# Orthetrum austeni
Orthetrum austeni – gatunek ważki z rodziny ważkowatych (Libellulidae).